# Municipio de Erie (condado de Neosho)
El municipio de Erie (en inglés: Erie Township) es un municipio ubicado en el condado de Neosho en el estado estadounidense de Kansas. En el año 2010 tenía una población de 1431 habitantes y una densidad poblacional de 11,54 personas por km².

## Geografía
El municipio de Erie se encuentra ubicado en las coordenadas 37°36′6″N 95°18′19″O / 37.60167, -95.30528. Según la Oficina del Censo de los Estados Unidos, el municipio tiene una superficie total de 123.99 km², de la cual 122,6 km² corresponden a tierra firme y (1,13 %) 1,4 km² es agua.

## Demografía
Según el censo de 2010, había 1431 personas residiendo en el municipio de Erie. La densidad de población era de 11,54 hab./km². De los 1431 habitantes, el municipio de Erie estaba compuesto por el 96,23 % blancos, el 0,21 % eran afroamericanos, el 1,47 % eran amerindios, el 0,07 % eran asiáticos, el 1,05 % eran de otras razas y el 0,98 % eran de una mezcla de razas. Del total de la población el 4,82 % eran hispanos o latinos de cualquier raza.